# Edward Scarlett
Edward Scarlett (* vor 1677; † 1743 in London) war Optiker und Fachhändler für optische Geräte in London mit einem sehr breit gefächertem Angebot optischer Geräte, Instrumenten, Brillen und eigener Brillenglas-Schleiferei.
Sein Ladenlokal Archimedes & The Globe eröffnete er 1705, nach einer abgeschlossenen Brillenmacher Ausbildung, in der Dean Street nähe St. Anne’s Church, London/Soho. 1727 wurde Scarlett zum „Optiker seiner Majestät König Georg II“ ernannt. Sein Sohn Edward Scarlett jun. (* um 1702; † um 1779) führte später das Geschäft weiter und eröffnete zusätzlich noch ein zweites Geschäft bzw. Werkstatt ebenen falls in London. Zumindest der Sohn hatte auch eine eigene Fertigung von kompletten optischen Erzeugnissen (Mikroskope / Teleskope). Bedingt durch die Namensgleichheit von Vater und Sohn sind Erfindungen bzw. Weiterentwicklungen der beiden nicht immer einem der beiden klar zuzuordnen.

## Edward Scarlett’s Trade Card (1714–1727)

Edward Scarlett Trade Card, frühes 18. Jahrhundert

In der Neuzeit bekannt geworden ist Edward Scarlett Sen. durch das Auffinden von inzwischen drei Handelskarten, der Edward Scarlett’s Trade Card. Zu sehen ist das wohl gesamte Angebot des Optikers Edward Scarlett in Form von Zeichnungen. Die drei Flyer gleichen sich bei den Zeichnungen, unterscheiden sich aber im Text und der Druckqualität. Einer der Flyer trägt das handschriftliche Datum 1756 (Quittung auf der Rückseite). Der älteste dieser Flyer wird von Experten, aufgrund Abbildungen optischer Geräte auf der Karte und einer royalen Erwähnung, auf 1714 bis 1727 datiert. Diese Art Handelskarten waren typische Werbemittel für englische Geschäfte damaliger Zeit. Aufgrund des Alters (frühes 18. Jahrhundert) und der ungewöhnlich vielen Abbildungen optischer Geräte, gelten diese Flyer als sehr bedeutend für die Geschichte der optischen Physik.
Die Edward Scarlett’s Trade Cards sind im Besitz von
- Bodleian Library, University of Oxford,
- British Optical Association Museum,[3]
- Science Museum London.

## Schläfenbrille Typ Scarlett (~1727)

Schläfenbrille Typ Scarlett und die ebenfalls abgebildete Bügelbrille aus dem 16. Jh.

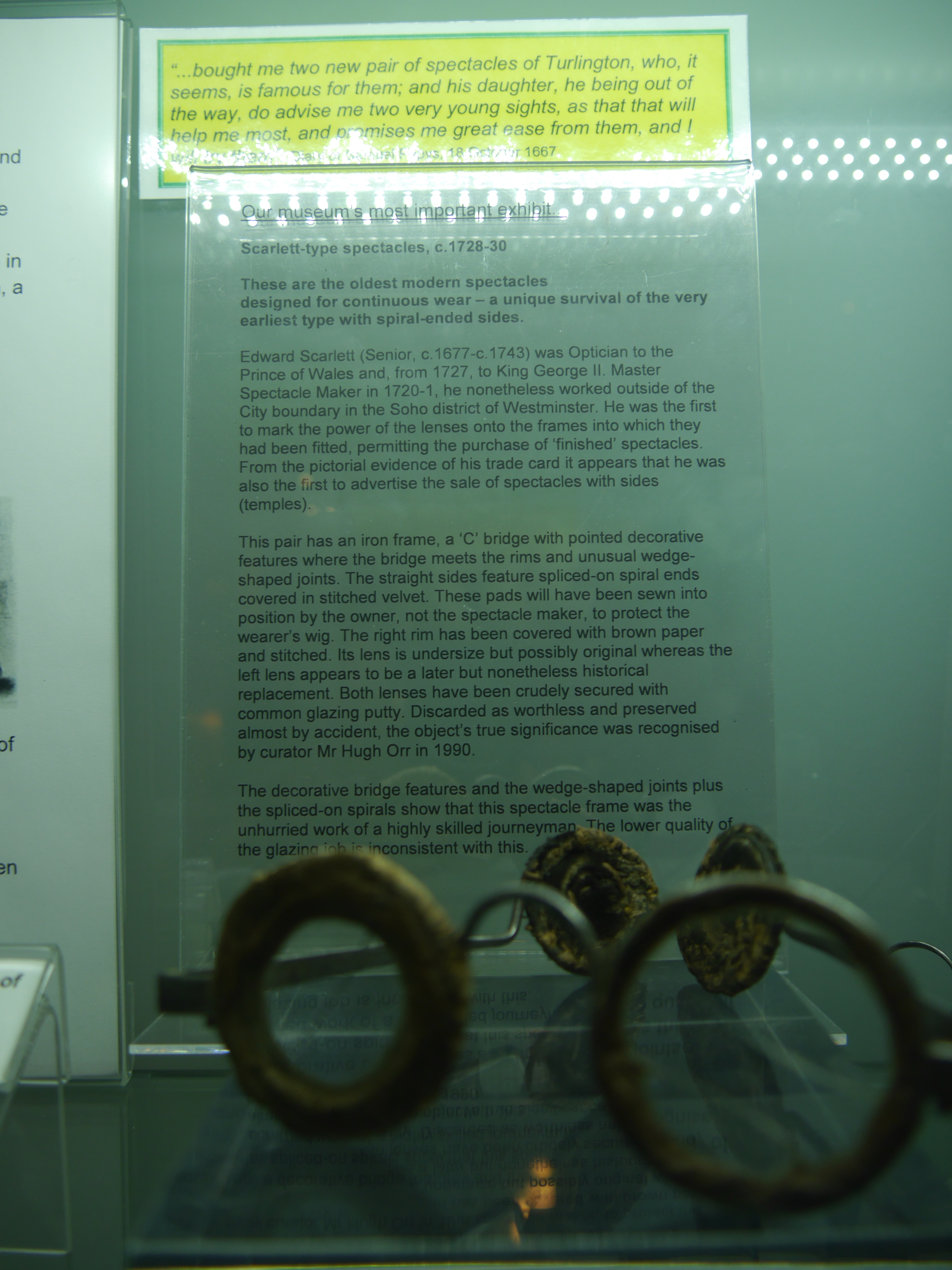
College of Optometrists, London, Scarlett Typ Spectacles

Erste bekannte Brillenfassung mit seitlichen Bügeln. Auf den Edward Scarlett’s Trade Cards ist unter anderem eine Schläfenbrille (Abb. 1) mit runden Gläsern und großen schneckenförmigen Bügelenden zu sehen. Da die Scarlett Flyer 1727 (oder früher) entstanden sind, ist es damit die bisher älteste Erwähnung, bildliche Darstellung und auch Werbung für eine Brille mit Seitenarmen (ab dem späten 19. Jh. dann als Brillenbügel bezeichnet). Diese Seitenarme reichten aber noch nicht bis zum Ohr (somit noch keine Ohrenbrille), sondern endeten an der Schläfe (ebendaher Schläfenbrille), gegen die sie drücken. Für einen bequemeren Sitz konnte man die Bügelenden-Ösen mit Stoff umwickeln, oder für einen zusätzlichen Halt mit einem Band verbinden und hinter dem Kopf stramm ziehen. Schläfenbrillen dieser Art (mit schneckenförmigem Bügelende) werden international heute als Scarlett-type Spectacles bezeichnet und nur wenige originale (ca.: 5 Stück) sind aus dieser Zeit noch vorhanden. Edward Scarlett sen. als auch sein Sohn Edward Scarlett jun. haben manch eine Erfindung für sich reklamiert, es war aber nie eine Brillenfassung oder ein Fassungsbestandteil einer Brille dabei. Daher gilt Edward Scarlett Sen. nicht als Erfinder der Schläfenbrille, aber als der erste der damit Werbung machte. Neben der Schläfenbrille ist auf dem Flyer auch eine Bügelbrille (Abb. 2, zwei gefasste Gläser mit einem Bügel bzw. Bogenbrücke dazwischen) inklusive Etui (Abb. 3) zu finden, die es in der Form bereits ab Ende des 16. Jh. gab.

## Scarlett Focus Marks
Edward Scarlett Sen. entwickelte zusammen mit dem Mathematiker John Hadley (1682–1744) eine verbesserte Stärken-Einteilung und parallel dazu eine reproduzierbarere Schleiftechnik für Brillengläser (um 1720). Die daraus resultierenden relativen Glasstärkenangaben bezogen sich aber nur auf Lesebrillen mit positiven Stärken. Die Werte ergaben sich aus der gemessenen Brennweite in Zoll und waren eine Altersangabe (45, 50, 55,…) die, wohl erstmals von Scarlett, auf den Brillenrahmen markiert wurden. Neben einer entsprechenden Beschreibung auf den Edward Scarlett’s Trade Cards hat auch König George I (1714–1727) in einem Schreiben die verbesserte Brennweiten Bestimmung des Herrn Edward Scarlett erwähnt.

## Instrumente
Fertigung, Weiterentwicklung und Zubehörentwicklung (Auswahl)
- Screwbarrel Microscope (Gewindetubus-Mikroskop nach Wilson von 1702). Durch Scarlett verfeinert inkl. Zubehör und gefertigt.[4]
- Culpeper Compound Microscope (Culpeper Stativmikroskop von 1725). Durch Scarlett verbessert und gefertigt (1735–1745).[5]
- Gregory-Teleskop (Gregorianisches Teleskop, Spiegelteleskop nach James Gregory 1663). Erst im 18. Jh. u. a. auch durch Scarlett zu einem brauchbaren Instrument weiterentwickelt und produziert (1725–1750).
- Polemoskope (militärische optische Instrumente, mit denen man über Hindernisse hinweg sehen kann). Durch Scarlett gefertigt und für zusätzlichen zivilen Gebrauch weiterentwickelt.[6]
- Camera Obscura (Lochkamera). Zusammenschiebbarer Aufbau, Fertigung.[7]

Heute sind nur noch wenige von Edward Scarlett gemarkte Instrumente erhalten.

## Sonstiges
Die erste nachweislich verkaufte Brille mit seitlichen „Temples“ (Brillenbügel) wurde 1746 von Edward Scarlett Jun., London, in Rechnung gestellt. Zu diesem Verkauf gibt es eine aufgefundene Quittung für eine 'temple spectacles' (Brille mit seitlichen Bügeln) inkl. eines Etuis über '14 shillings'. Ob es sich dabei um eine Schläfenbrille handelte, oder bereits um eine Ohrenbrille, geht aus der Quittung leider nicht hervor. Anzumerken ist, dass hier die deutsche Übersetzung für die englische Bezeichnung 'temple' die Schläfe ist. Somit waren die 'temple spectacles' ursprünglich Schläfen-Brillen. Alle dann folgenden Brillenbügel-Varianten haben im englischen Sprachraum allerdings bis Heute weiterhin die Bezeichnung 'temple'. Damit steht das Wort 'temple' im englischen nicht nur für Schläfe (Teil des Kopfes) und Tempel (Gebetshaus), sondern spätestens seit Edward Scarlett Jr. auch für Brillenbügel (Teil der Brille).
Um 1733 wurde Scarlett von Chester Moor Hall, dem Erfinder farbreiner Linsen, mit der Herstellung einer Teillinse des ersten Achromaten beauftragt. Er gab diesen Auftrag jedoch an George Bass weiter. Dieser hatte auch den Unterauftrag für den anderen Linsenteil erhalten und erkannte die Farbreinheit der Doppellinse. So konnte Bass das Geheimnis des Achromaten später an John Dollond weitergeben, der 1758 das Patent für deren Herstellung erhielt.